# Concilio di Iași

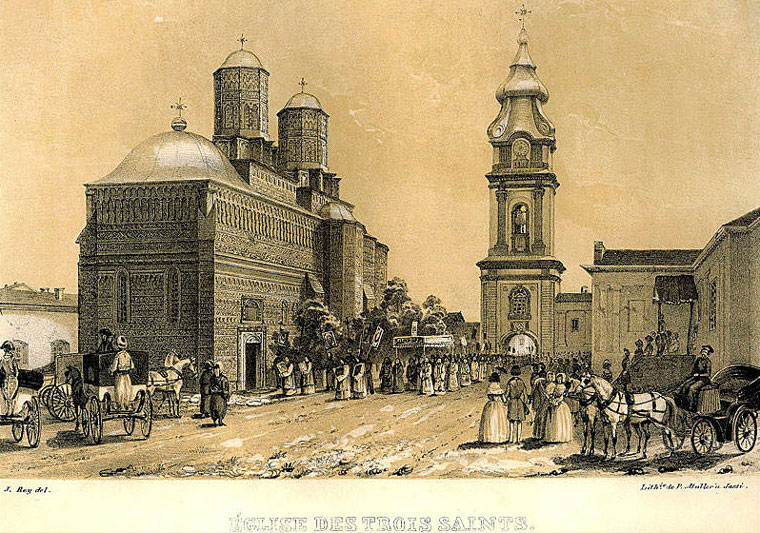
La Chiesa dei Tre Gerarchi fu eretta per perpetuare le decisioni di questo Consiglio.

Il concilio di Iași si tenne tra il 15 settembre e il 27 ottobre 1642. Fu convocato dal patriarca ecumenico Partenio I di Costantinopoli con la logistica del principe moldavo al potere Vasile Lupu.
Il Concilio di Iași ha un enorme significato dottrinale con una dimensione geopolitica, sia per la Chiesa ortodossa nel suo insieme che per i suoi rapporti con il papato, il luteranesimo e soprattutto il calvinismo, come denominazioni cristiane. Ufficialmente, lo scopo del concilio è quello di opporsi ad alcuni "errori dottrinali" cattolici e protestanti che avrebbero potuto fare un passo avanti nella teologia cristiana ortodossa, nonché di offrire una dichiarazione completa pan-ortodossa sul contenuto e sulla natura della fede, cosa che fa con la Confessione di Fede. 
Alla fiera partecipano i rappresentanti di tutte le chiese ortodosse con lingue liturgiche greca e slava ecclesiastica. Il concilio condannò il calvismismo e in particolare le azioni di Cirillo I Lucaris, sostenendo le attività di Pietro Mogila nei confronti degli uniati in Nuova Russia e Transilvania con la fondazione di un'istituzione teologica ortodossa superiore che divenne l'Accademia teologica di Kiev.